# 불노
불노(佛奴, 1388년 ~ 1410년)는 정종 (조선)의 아들로, 가의궁주 유씨의 소생이다.

## 생애
불노는 원래 유씨의 어머니인 외할머니에게 양육되어 있다가, 유씨의 친척인 조박이 제1차 왕자의 난 직후인 1398년 11월 7일에 정종에게 데려와 원자라고 했다. 제2차 왕자의 난 이후 정종이 태종에게 양위하자, 불노는 스스로를 상왕(정종)의 아들이라고 했지만, 상왕은 자신의 아들이 아니라고 했다. 이후 불노는 죽주로 쫓겨났다. 죽주로 쫓겨난 불노는 여전히 자신이 상왕의 아들이라고 주장하였으며, 몰래 한양에서 유씨를 만났지만, 대간에서는 이에 대해 상소하여 불노의 외할머니를 심문하였다. 1409년 불노는 공주에 안치되어 승려로 살다가 1410년에 죽었다.

## 불노가 등장한 작품
- 《용의 눈물》 (KBS1, 1996년) - 배우: 미상
- 《태종 이방원》 (KBS1, 2022년) - 배우: 김도원

## 같이 보기
- 정종 (조선)
- 조선 태종
- 제1차 왕자의 난
- 제2차 왕자의 난
- 반복해